# Pseudogyroneuron mindanaense
Pseudogyroneuron mindanaense är en stekelart som beskrevs av Baker 1917. Pseudogyroneuron mindanaense ingår i släktet Pseudogyroneuron och familjen bracksteklar. Inga underarter finns listade i Catalogue of Life.